# منطقه آهافو
ناحیه آهافو (به لاتین: Ahafo Region) یک استان در غنا است که در غنا واقع شده‌است. ناحیه آهافو ۵٬۱۹۳ کیلومتر مربع مساحت دارد.